# Đan Ba
Đan Ba (chữ Hán giản thể: 丹巴县, Hán Việt: Đan Ba huyện) là một huyện thuộc Châu tự trị dân tộc Tạng Cam Tư, tỉnh Tứ Xuyên, Cộng hòa Nhân dân Trung Hoa. Huyện Đan Ba có dân số năm 1999 là 55.519 người..Huyện Đan Ba có mã số bưu chính là 626300 Đan Ba là nơi có số lượng nhà đá Tây Tạng tập trung và lớn nhất Trung Quốc, nên còn được mệnh danh là Thiên Điêu Cổ Quốc (千碉古国).